# Kommunalarchäologie
Die Kommunalarchäologie ist in Deutschland bei den Städten, Landkreisen und Landschaftsverbänden angesiedelt und übernimmt die kommunale Denkmalpflege im Bereich der Archäologie. Sie unterstützt im jeweiligen Bundesland die staatliche Bodendenkmalpflege der Landesämter für Archäologie und Denkmalpflege. Kommunalarchäologien sind vor allem in den Bundesländern Bayern, Hessen, Niedersachsen und Nordrhein-Westfalen vertreten. Deutschlandweit gibt es etwa 80 Kommunalarchäologen.
Die Hauptaufgabe der Kommunalarchäologie ist der Erhalt und die Erforschung von Bodendenkmalen. Dies erfolgt unter anderem durch ihre Erfassung, ihren Schutz und ihre Sicherung sowie die Durchführung, Überwachung und Auswertung von Ausgrabungen. Kommunalarchäologen sind in der Regel hauptamtlich für Gebietskörperschaften tätig und übernehmen dort Aufgaben der Unteren Denkmalschutzbehörde. Sie machen Belange der Bodendenkmalpflege geltend, da sie in denkmalrechtliche Genehmigungsverfahren und die Bauleitplanung eingebunden sind. Durch ihre Präsenz vor Ort unterstützen Kommunalarchäologen die staatlichen Archäologen. Kommunalarchäologen vermitteln archäologisches Fachwissen und sind Ansprechpartner für ehrenamtliche Bodendenkmalpfleger sowie für Heimat- und Geschichtsvereine. 
Da das Verhältnis zwischen Landesarchäologen und Kommunalarchäologen zum Teil schwierig war, richtete der Verband der Landesarchäologen 2002 die Kommission Kommunalarchäologie mit vier Kommunalarchäologen und vier Vertretern der Landesarchäologen ein. 
In Niedersachsen gibt es bei fast 25 Gebietskörperschaften Kommunalarchäologen (Stand: 2017).